# Cut the Rope
A Cut the Rope egy díjnyertes, fizikai feladványokon alapuló logikai játék, melyet az orosz ZeptoLab készített és a Chillingo adott ki kezdetben iOS platformra, majd a későbbiekben Android rendszereken és a DSiWare kínálatában is elérhetővé vált. Később pedig megjelent Windows Phone-ra, Windows 8-ra és Windows RT-re is. Androidon a Scoreloop, míg iOS rendszereken a Crystal és a Game Center nevű szociális szolgáltatások vannak a játékba építve. Az App Store rendszerében 2011. augusztus 17-én vált megvásárolóvá a folytatás, Cut the Rope: Experiments címmel, míg a Google Play kínálatába 2012. március 17-én került be a játék. Nem különbözik jelentősen elődjétől, csupán néhány új elemmel bővült a korábban megismert játékmenet.

## Játékmenet

A játék Valentin-nap alkalmából megjelent különkiadásában a lényeg a kettészakadt cukorka összeillesztése.

A játék minden egyes pályájának lényege, hogy a cukorkát az Om Nom nevű kis zöld lény szájába juttassa a játékos. Az édesség egy vagy több kötélen lóg, amit a játékos az ujjával suhintva elvághat, illetve számos egyéb módon befolyásolhatja a cukorka célba jutását, például a légbuborékokba juttatva felfelé kezd szállni, irányát pedig fújtatókkal lehetséges változtatni.
Az újabb pályacsomagok további elemeket adnak hozzá a játékmenethez, az alapjátékban jelenleg 17, egyenként 25 szintből álló pálya található, míg az Experiments 7 pályát tartalmaz, amik szintén 25 szintből állnak. A böngészős változatban 3 pálya található, ezek 9 szintből állnak, az első kettő pálya szintjeit pedig az alapjáték szintjei közül választottak ki.
A játék másodlagos célja, hogy a pályákon szétszórt három csillagot érintve juttassa a játékos a kis lényhez. A pályák végén egy pontszámot kap a játékos, melynek értéke függ az összegyűjtött csillagok számától és a teljesítéshez szükséges időtől.

## Megjelenés
2010. október 4-én jelent meg a "Cut the Rope" iOS rendszerekre, az App Store kínálatában. Két nappal később megjelent a HD változat, mely iPad modellekre volt optimalizálva. Ezeket rövid időn belül követték a Cut the Rope Lite és a Cut the Rope HD Lite névre keresztelt változatok, melyek ingyenesen elérhetőek, ám kevesebb pályát tartalmaznak.
Kilenc nappal a megjelenése után a játékból több mint egymillió példány kelt el, amivel az App Store eladási listájának élére állt, a Chillingo szerint pedig ezzel a legjobban fogyó iOS játék rekordját is megszerezte. 2010 decemberére ez a szám túllépte a három milliót.
2011 júniusában Android rendszereken is elérhetővé vált. A DSiWare kínálatában szeptemberben vált megvásárolhatóvá az európai játékosok számára, míg az amerikai régióban novemberben tűnt fel, ezáltal a játék a Nintendo DSi és a Nintendo 3DS konzolokkal rendelkező felhasználókhoz is eljutott.

## Fogadtatás
| Összegzőoldal | Értékelés |
| ------------- | --------- |
| GameRankings  | 80%       |
| Metacritic    | 93/100    |

| Szerző    | Értékelés |
| --------- | --------- |
| Eurogamer | 9/10      |
| GameSpot  | 8/10      |
| IGN       | 9/10      |

| Szerző     | Díj                              |
| ---------- | -------------------------------- |
| Apple Inc. | Apple Design Award 2011          |
| BAFTA      | Legjobb kézi konzolos játék 2011 |

A közönség siker mellett a játék a kritikusok körében is pozitív visszhangot váltott ki, a Metacritic oldalán 14 értékelés alapján 93 pontos átlaggal rendelkezik. Az IGN kiemelte, hogy a játék hasonlóan addiktív, mint az Angry Birds, pozitívumként a nagyszerű fejtörőket, a közel tökéletes irányítási mechanizmust és az aranyos hangulatot említették értékelésükben. A GameSpot frissnek, kihívásokban gazdagnak, nagyszerűnek és nagyon szórakoztatónak nevezte a játékot, ám negatívumként értékelték azt, hogy néha egyes részeknél nehéz a precíz mozdulatokat végrehajtani.
A 2011-es Apple Worldwide Developers Conference díjátadóján a Cut the Rope elnyerte az Apple Design Award díját, márciusban pedig a 7. BAFTA videójátékos díjátadó keretében megkapta a Legjobb kézikonzolos játéknak járó címet, elsőként az iOS alkalmazások köréből.
2011 júliusában a ZeptoLab bejelentette, hogy az Ape Entertainment képregény kiadóval karöltve egy önállóan futtatható alkalmazásként elkészítik a játék képregény változatát, ami előzménytörténetként szolgál a játékhoz és Om Nom múltjára is fény derül.

## Külső hivatkozások
- Cut the Rope a kiadó weboldalán
- A játék ingyenesen kipróbálható, böngészős változata